# Karazjajr
Karazjajr (armeniska: Քարաժայռ) är ett berg i Armenien.   Det ligger i provinsen Siunik, i den sydöstra delen av landet, 160 kilometer sydost om huvudstaden Jerevan. Toppen på Karazjajr är 2 931 meter över havet, eller 291 meter över den omgivande terrängen. Bredden vid basen är 2,4 km.
Terrängen runt Karazjajr är kuperad åt nordväst, men åt sydost är den bergig. Närmaste större samhälle är Hatsavan, 13,9 kilometer nordväst om Karazjajr. 
Trakten runt Karazjajr består i huvudsak av gräsmarker. Runt Karazjajr är det ganska glesbefolkat, med 42 invånare per kvadratkilometer.